# Heptathela xianningensis
Heptathela xianningensis is een spinnensoort uit de familie Liphistiidae. De soort komt voor in China.